# Thomas Patrick Doyle
Pour un article plus général, voir Abus sexuels sur mineurs dans l'Église catholique aux États-Unis.
Thomas Patrick Doyle est un prêtre catholique américain dans l'Ordre dominicain. Doyle est né dans le Wisconsin en 1944 et a grandi dans État de New York et au Canada.

## Biographie
Doyle détient une licence pontificale en droit canonique de l'Université Saint-Paul, et un doctorat en droit pontifical Canon de l'Université catholique d'Amérique. Doyle a également servi comme officier dans l'Armée de l'Air des États-Unis 1986-2004. Doyle a enseigné dans plusieurs universités et séminaires, y compris l'Union théologique catholique, Université catholique d'Amérique, et l'Institut Tribunaln du Séminaire Mundelein. Doyle a également occupé plusieurs postes dans les diocèses catholiques. Il a servi en tant que juge du Tribunal pour l'archidiocèse de Chicago, le diocèse de Scranton, le diocèse de Pensacola / Tallahassee, l'archidiocèse des services militaires, et le diocèse de Lafayette dans l'Indiana. Il a été l'avocat et défenseur du lien pour l'Archidiocèse de Chicago.
Doyle a été l'une des premières personnes dans l'Église catholique à attirer l'attention sur les abus sexuels commis par le Clergé. En 1985, Doyle a rédigé un rapport sur les questions médicales et juridiques soulevées par la pédophilie dans le sacerdoce (Abus sexuels sur mineurs dans l'Église catholique), et «mis en garde contre un scandale national si la hiérarchie n'a pas adopté une politique saine."
Dans le cadre de l'affaire Paul-André Harvey et diocèse de Chicoutimi au Canada, Thomas Patrick Doyle, intervenant comme expert à la demande des avocats des victimes, indique : « Transférer un prêtre presque tous les ans est très inhabituel… quand ce prêtre est normal. C’est toutefois assez fréquent quand le prêtre a des problèmes ». Thomas Doyle a constaté des milliers de cas de déplacement similaires à l'affaire Paul-André Harvey : « On se débarrasse du problème en l’envoyant ailleurs ».
Doyle est un chroniqueur pour le National Catholic Reporter.